# Anipamil
L'anipamil è un farmaco antipertensivo calcio-antagonista, derivato dalla 2-feniletilammina. Pur essendo simile alla diidropiridina, costituisce un composto distinto. L'anipamil è un analogo strutturale e funzionale del verapamil.
Nella terapia antiaritmica sembra preferibile al verapamil, in quanto, a differenza di quest'ultimo, non provoca ipertensione come effetto collaterale; ciò grazie alla sua forte affinità di legame con le cellule del miocardio.